# 秋山恕卿

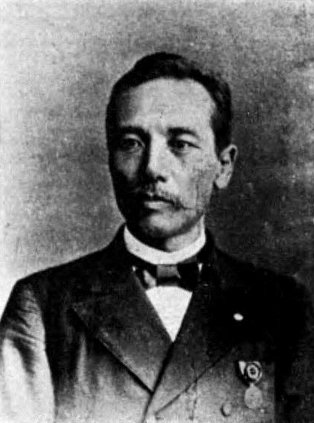
秋山恕卿

秋山 恕卿（あきやま ちかのり / じょこう、1850年7月26日（嘉永3年6月18日） - 1921年（大正10年）9月18日）は、幕末の犬山藩士、明治期の内務官僚、明治・大正期の実業家。官選県知事。「恕郷」と表記される場合がある。

## 経歴
尾張国で士族・秋山善吾の二男として生まれ、安政4年12月（1858年）家督を相続した。
明治2年（1869年）犬山藩録事に就任。明治政府に出仕し、弾正台少巡察、和歌山県警部長、和歌山県書記官、兵庫県書記官・内務部長などを歴任。
1896年12月、福島県知事に就任。経済恐慌の対策に尽力。1897年4月、山口県知事に転任。府県制施行に伴う県会議員選挙の執行、新選出議員による臨時県会の招集などを実施した。1899年1月13日、知事を非職となり、同月31日、諭旨退官した。
その後、実業界に転じ、兵庫県書記官時の縁故で兵庫倉庫 (株) 常務取締役に就任。その他、東本願寺会計検査局長、神戸湊川改修 (株) 社長、神戸魚鳥青物市場 (株) 社長、関西馬匹改良 (株) 社長、神戸電気鉄道 (株) 取締役、兵庫電気軌道 (株) 取締役、鳴尾競馬倶楽部会長などを歴任。この間、湊川改修事業、兵庫運河開鑿事業、神戸市立図書館建設、馬匹改良奨励などに尽力した。

## 栄典
- 1897年（明治30年）12月28日 - 勲四等瑞宝章[10]